# Lois (Crémenes)
Lois es una localidad del municipio de Crémenes, en la provincia de León. Lois perteneció al ayuntamiento de Salamón. Está situada a más de 1200 metros de altitud.

## Cátedra de latín
Tuvo cátedra de latín durante más de dos siglos, fundada por don Jerónimo Rodríguez-Castañón Valbuena, lo que convirtió a la pequeña localidad en un referente cultural del siglo XVIII. Esta cátedra fue una especie de seminario, en el que se formaron muchas personas de la comarca que llevaron el nombre de Lois al mundo.
Pasaron por ella:
- Francisco  Rodríguez Castañón (obispo de Orense)
- Baltasar Álvarez Acebedo (ministro del gobierno)
- Pedro  Castañón (fundador de la escuela de primeras letras)
- Pedro Álvarez (caballero de la orden de Santiago)
- Juan Manuel Rodríguez Castañón (obispo de Tuy, construye la Iglesia consagrada en 1764)
- Antonio de Castañón (obispo de Ciudad Rodrigo)
- Alonso Rodríguez Castañón (catedrático de la Universidad de Alcalá y miembro de la Real Academia Española, sillón C )
- Antonio Álvarez Acebedo (Prior de San Marcos)
- Pedro Manuel Alvarez-Acebedo Volante (miembro de la Real Academia Española, Sillón T)
- María Rodríguez Castañón (Abadesa de el convento de Santa María de Otero de las Dueñas)
- Tomás Antonio Álvarez Acebedo (Presidente de la Academia de Leyes)
- Baltasar Álvarez Reyero (Alcalde mayor de la ciudad de La Plata y regidor perpetuo)

Destaca la arquitectura de su iglesia parroquial, denominada La Catedral de la Montaña.[cita requerida]
El arquitecto fue Fabián de Cabezas, maestro mayor de la catedral de Toledo. De estilo barroco tardío sin ornamentos. Es de planta clásica, de una sola nave y crucero con bóveda de cañón y cúpula de media esfera. Es de mármol rojo veteado procedente de una cantera local. Conserva varios retablos de la misma época. 
Destacan también diferentes casas de nobles de los siglos XVII y XVIII, con escudos de armas en las fachadas. La familia más destacada es la de Castañón, artífice de la obra de la iglesia.[cita requerida]
Merece la pena visitar La Casa de Humo, una construcción típica montañesa, de más de 200 años, hecha en piedra y madera cubierta de teito de paja con el hogar en el medio de la vivienda sin chimenea.[cita requerida]
Se llega a Lois a través de una pequeña garganta por una estrecha carretera que discurre paralela al río Dueñas, el pueblo está al final, donde le gana el terreno a la montaña.
Cuenta con numerosos senderos para realizar rutas por la naturaleza.

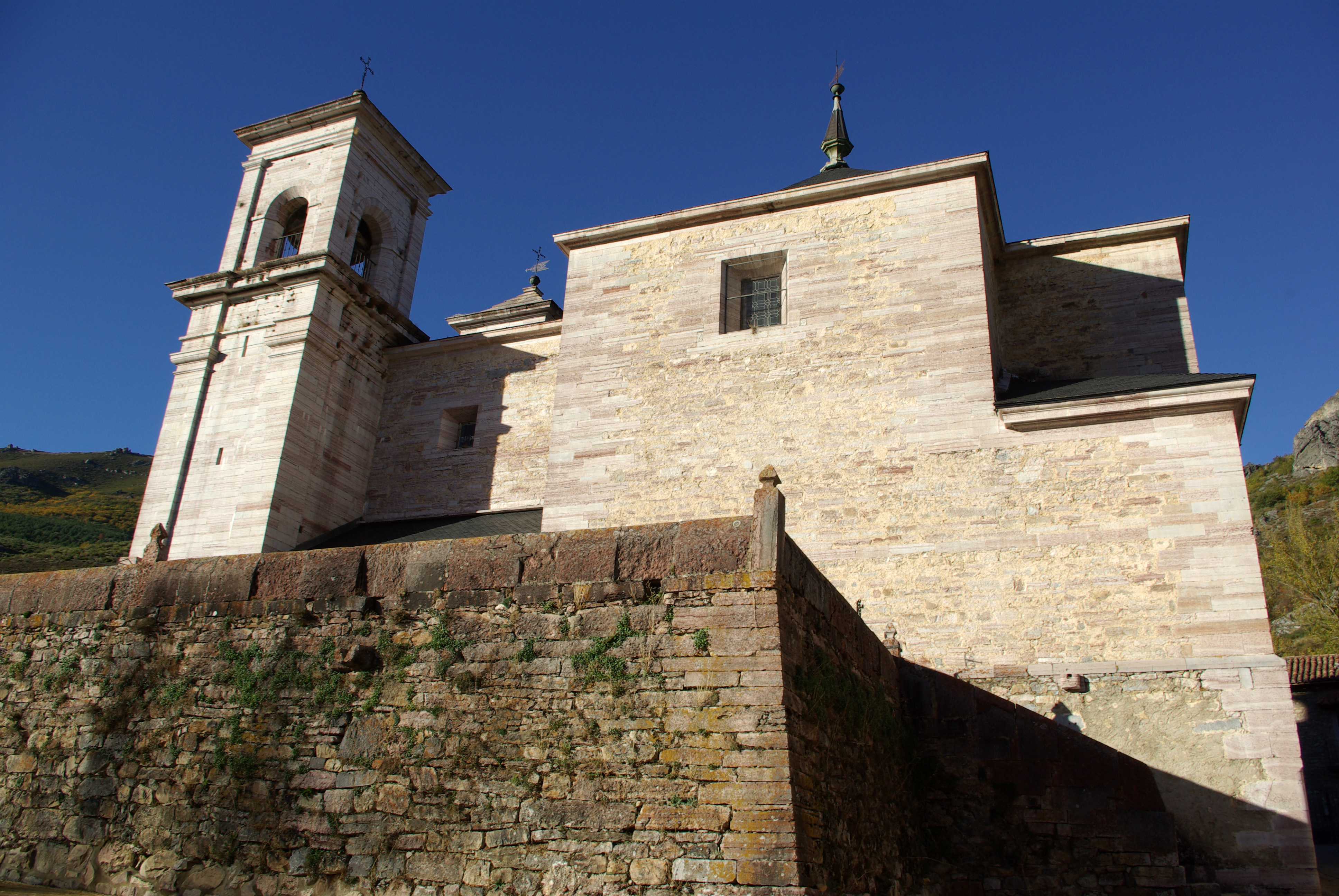
Lois Vista de "La Catedral de la Montaña"
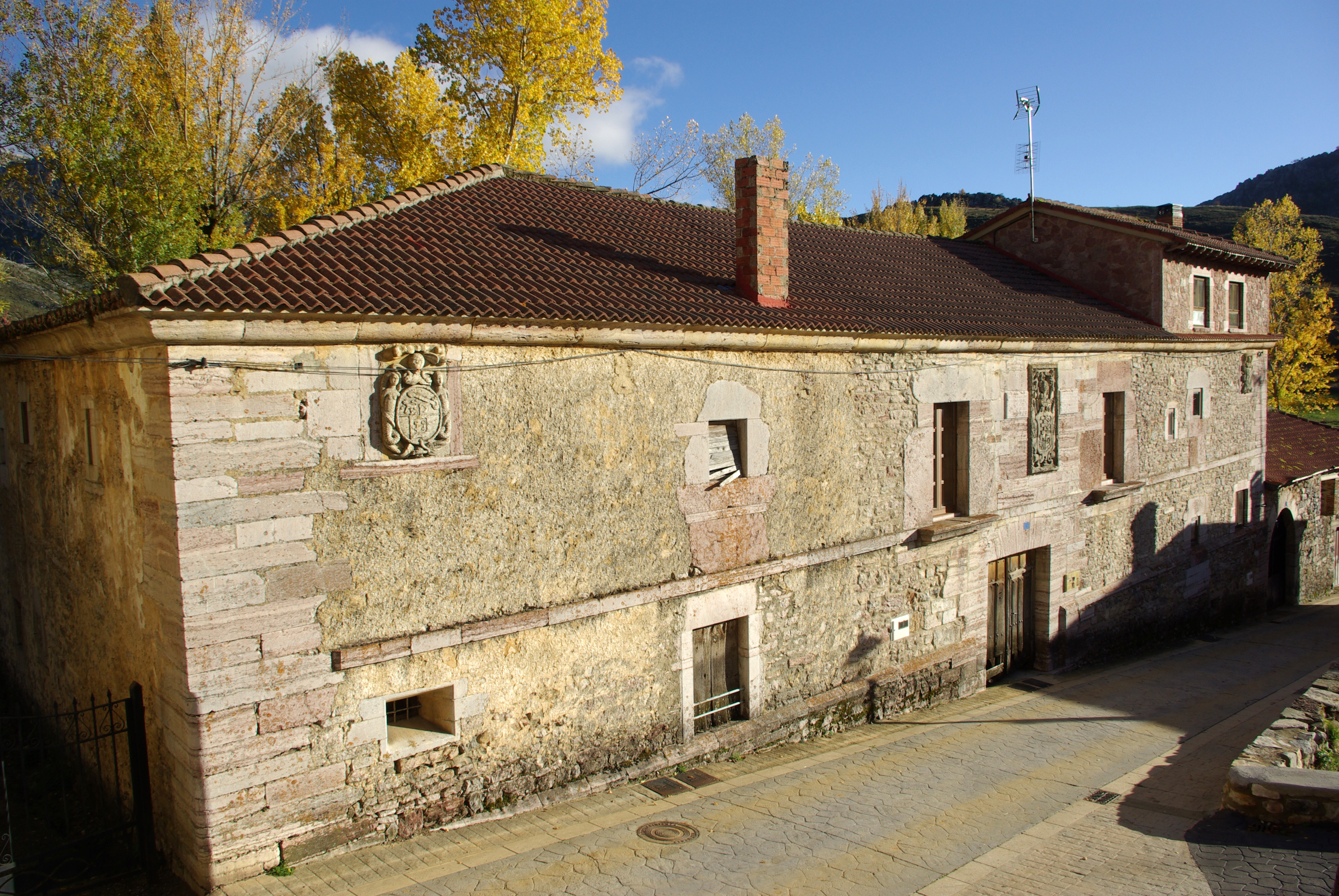
Casa Reyero
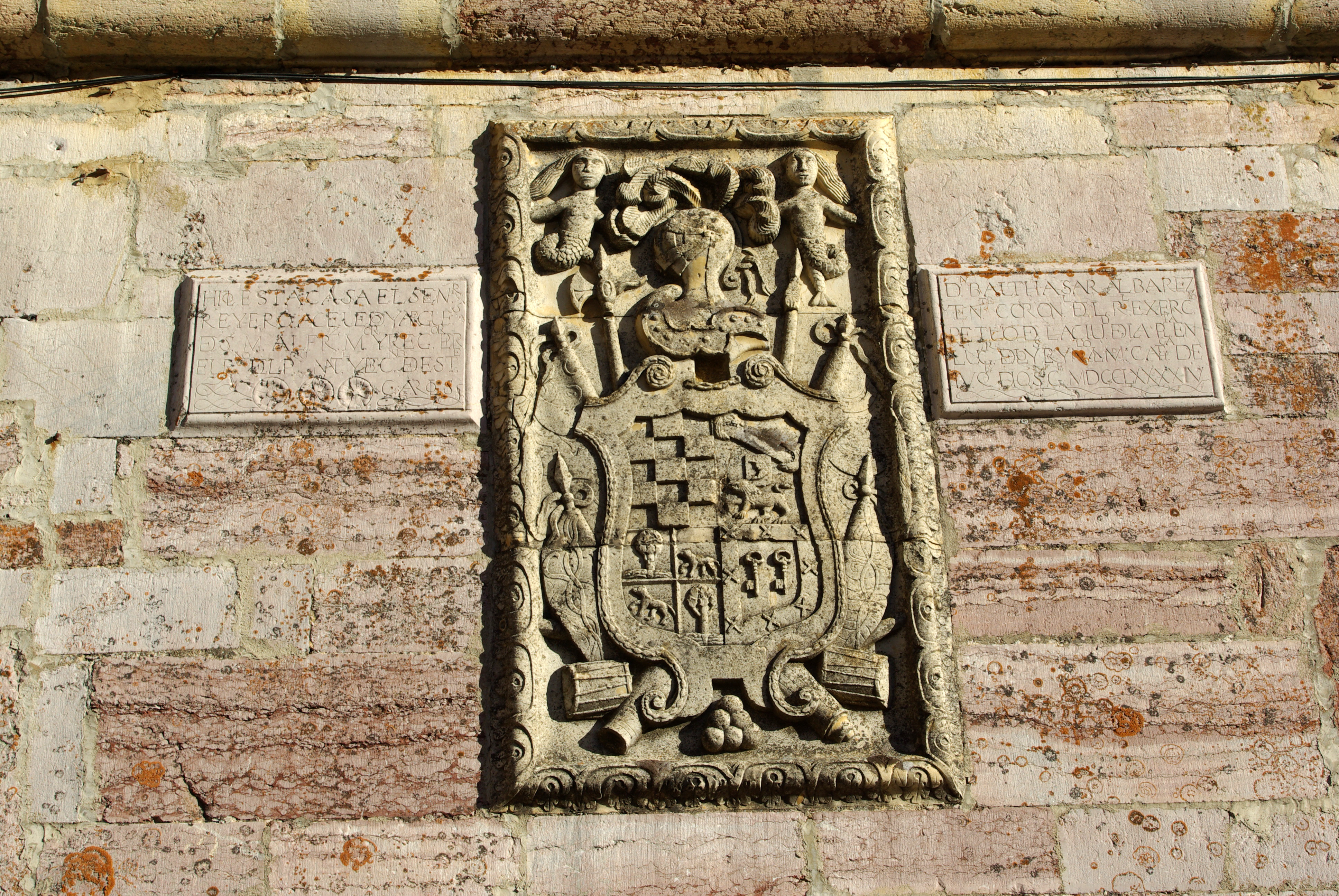
Escudo Casa Reyero